# Saint-Martin-d'Ordon
Saint-Martin-d'Ordon är en kommun i departementet Yonne i regionen Bourgogne-Franche-Comté i norra Frankrike. Kommunen ligger i kantonen Saint-Julien-du-Sault som tillhör arrondissementet Sens. År 2022 hade Saint-Martin-d'Ordon 420 invånare.

## Befolkningsutveckling
Antalet invånare i kommunen Saint-Martin-d'Ordon
| Referens: INSEE |